# Bonao
Bonao – miasto w Dominikanie, stolica prowincji Monseñor Nouel. Przemysł spożywczy.